# علف‌ها آواز می‌خوانند
«علف‌ها آواز می‌خوانند» (انگلیسی: The Grass Is Singing) یک کتاب از دوریس لسینگ است که توسط گروه پنگوئن منتشر شد.